# Ana Torrent
Ana Torrent Bertrán de Lis (Madrid, 12 luglio 1966) è un'attrice spagnola.

## Biografia
Divenne celebre da bambina recitando il ruolo della protagonista nei film Lo spirito dell'alveare e Cría cuervos, stupendo la critica per le sue intense interpretazioni; qualche anno più tardi, ormai adolescente, prende parte al film Il nido (1980), il quale ottenne la candidatura all'Oscar al miglior film straniero. Dagli anni ottanta in poi la sua carriera si è divisa tra il cinema, recitando in pellicole di importanti registi quali Alejandro Amenábar, Julio Medem e Peter Greenaway, e la televisione, interpretando tra gli altri un ruolo nella serie televisiva La piovra (quinta e sesta stagione).

## Filmografia parziale
- Lo spirito dell'alveare (El espíritu de la colmena), regia di Víctor Erice (1973)
- Cría cuervos, regia di Carlos Saura (1976)
- Elisa, vita mia (Elisa, vida mía), regia di Carlos Saura (1977)
- Ogro, regia di Gillo Pontecorvo (1979)
- Il nido (El nido), regia di Jaime de Armiñán (1980)
- Ossessione d'amore (Sangre y arena), regia di Javier Elorrieta (1989)
- La piovra 5 - Il cuore del problema, regia di Luigi Perelli (1990) serie TV
- La piovra 6 - L'ultimo segreto, regia di Luigi Perelli (1992) serie TV
- Vacas, regia di Julio Medem (1992)
- Tesis, regia di Alejandro Amenábar (1996)
- Le valigie di Tulse Luper - La storia di Moab (The Tulse Luper Suitcases, Part 1: The Moab Story), regia di Peter Greenaway (2003)
- The Tulse Luper Suitcases, Part 3: From Sark to the Finish, regia di Peter Greenaway (2003)
- The Tulse Luper Suitcases, Part 2: Vaux to the Sea, regia di Peter Greenaway (2004)
- L'altra donna del re (The Other Boleyn Girl), regia di Justin Chadwick (2008)
- There Be Dragons - Un santo nella tempesta (There Be Dragons), regia di Roland Joffé (2011)
- Veronica (Verónica), regia di Paco Plaza (2017)
- Cerrar los ojos, regia di Víctor Erice (2023)

## Doppiatrici italiane
Nelle versioni in italiano delle opere in cui ha recitato, Ana Torrent è stata doppiata da:
- Laura Boccanera ne La piovra 5 - Il cuore del problema, La piovra 6 - L'ultimo segreto
- Francesca Fiorentini in Tesis
- Tatiana Dessi in Veronica
- Paola Majano in Mano de Hierro